# 진쯔한
진쯔한(중국어: 金子涵, 병음: Jīn Zihán, 한자음: 김자함, 영어: Aria Jin, 1999년 2월 5일 ~ )은 중국의 가수이자 무용가, 배우이다. 소속사는 위에화 엔터테인먼트이다. 팬덤명은 「진팬」 (金粉)이며, 상징색은 「별빛 옐로우」 (熠星黄)이다.  

## 생애
1999년 2월 5일, 진쯔한은 중국 산둥성 지난시에서 태어났다. 유아 시절, 2차례에 걸쳐 심한 폐렴 증세에 시달렸기 때문에 부모님은 체력 향상을 위해 댄스 학원을 다니게 했다. 6세가 되던 해, 천부적인 재능을 가지고 태어난 아역 배우로 거듭 자리 잡았다.
2007년, 제3회 중국계 예술 페스티벌에 참가하여 어린이 댄스부에서 댄스 부문의 금상을 획득했다. 2008년, 드라마 《사사니적애》 (谢谢你的爱)에 출연하여 남자 주인공의 딸 '샤오궈궈(小果果)' 역을 맡으며 영상 작품에도 참가하였다. 2010년 7월 상하이 엑스포 산둥 활동 주간 개막식에 출연하였으며 당시 상하이시 위원회 비서를 맡았던 위정셩(俞正声)과 산둥성장 쟝따밍(姜大明)에게 중국 전통 공예품 '포로호(布老虎)'를 보냈다. 같은 해, 변검에 흥미가 생겨 베이징에서 예술을 배워왔다.
2011년, 진쯔한은 모친을 따라 두 명의 여동생과 함께 미국 뉴욕으로 이민을 갔다. 당시 영어가 능통하지 않아 동급생에게 배척 당하기도 했다고 언급했다. 이후에 이사 문제로 MS74중학교로 전학을 하였고, 차츰 미국 학교 분위기에 적응을 하였다. 공부하던 도중, 주말의 여가 시간을 이용하여 맨하탄에 있는 꿈나무 예술 센터에서 춤을 배웠다.

## 내력
2012년, 진쯔한은 처음으로 《미국 청소년 재능 대상》에 참가했으며 중국 댄스조 '은상'을 획득했다. 2013년 제3회 《중국 청소년 재능 대상》에서 중국 민족 춤의 독무를 시행해 '금상'과 최고 인기 상을 획득했다. 같은 해 7월, 미네소타주의 《세계 중국인 댄스 대상》에 참가하여 중국 춤 일등 상을 얻는 데 성공하였다. 2014년, 제4회 《중국 청소년 재능 대상》에서 중국 춤 단체 예선에서 1위를 획득하였고, '메이파이(美拍)'에 댄스 영상이 업로드 되었다. 2015년 3월, 제3회 《초신성 제일 아름다운 중국인 신예 가창 대상》 총결선에 진입했다. 2016년 8월, 제15회 미국 중국계 팀 경선에서 3위와 제일 아름다운 재능상을 획득하였다.
2017년, ETTV America의 서바이벌 프로그램 《2017 ETTV 신인왕》에 참가하여 최종 제3위의 성과를 기록하였다. 같은 해 9월, 《태어날 때부터 나는·미국 청소년 재능 대상》의 사회자를 맡았다.
2020년 3월 12일, 동영상 사이트 플랫폼 아이치이에서 주최하는 걸 그룹 결성 프로젝트 서바이벌 프로그램 《청춘유니 시즌 2》에 참가하였다. 5월 30일, 최종 순위 발표식에서 '제11위'를 획득하여, 데뷔 그룹에 진입하지 못하였다. 12월 10일, 첫 솔로 싱글 《건괵 미인》을 발매하였다.

## 음악 작품

### 싱글
| 발매일           | 곡 명칭                  | 곡 설명 | 각주                    |
| 2020년 12월 10일 | 《건괵 미인》 (巾帼红颜) | - 작사: 쟈오이(赵壹) - 작곡: Daniel Kim／Jiyeon Park／Simon Janlöv - 편곡: Simon Janlöv - 프로듀서: 차이청신(蔡呈昕 Alto Tsai) - 레이블: 위에화 엔터테인먼트 | 데뷔 이후, 첫 솔로 싱글 |

## 영상 작품

### 드라마
| 연도   | 명칭                        | 배역              | 각주 |
| 2008년 | 《사사니적애》 (谢谢你的爱) | 샤오궈궈 (小果果) |      |

## 예능 프로그램

### 《2017 ETTV 신인왕》 참가 기록
| 경기 과정    | 방송 일시       | 출연 곡 및 원곡자                                                                | 결과 및 각주                    |
| 뉴욕 결승전  | 2017년 7월 29일 | 《사랑은 넓고 평탄해》 / 샤오샤오(萧潇) (爱要坦荡荡)                             | 진급                            |
| 전미 첫 경기 | 2017년 8월 22일 | 《다음, 건널목에서, 만나자》 / 리위춘(李宇春) (爱要坦荡荡)                       | 진급                            |
| 전미 준결승  | 2017년 9월 23일 | 《가면의 고백》 / 차이이린(蔡依林) (爱要坦荡荡)                                  | 패자 부활전 진입                |
| 전미 준결승  | 2017년 9월 23일 | 《너의 미소》 / F.I.R (你的微笑)                                                 | 진급 및 결승전                  |
| 전미 결승전  | 2017년 10월 1일 | 《I'm Not Yours》 / 차이이린(蔡依林), 아무로 나미메구미(安室奈美惠) (爱要坦荡荡) | 2차 경연 진입                   |
| 전미 결승전  | 2017년 10월 7일 | 《You Don't Own Me》 / Grace, G-Eazy                                             | 3차 재능 PK 진입, 최종 3위 획득 |

### 《청춘유니 시즌 2》 참가 기록
| 목록 | 방영 일시       | 공연 곡 및 원곡자                                                   | 공연 설명              | 각주                                |
| 4화  | 2020년 3월 21일 | 《비밀이야》 / 우주소녀                                             | 소속사 평가 곡         | C등급                               |
| 6화  | 2020년 3월 28일 | 《Play》 / 차이이린(蔡依林)                                         | 포지션 평가 곡         | 118표 팀 내 제2위, 현장 순위 제32위 |
| 12화 | 2020년 4월 18일 | 《MAMA》 / 엑소                                                     | 팀 배틀 평가 곡        | 현장 순위 제10위                    |
| 14화 | 2020년 4월 25일 | 《R&B All Night》                                                   | 리벤지 팀 배틀 평가 곡 | 승리                                |
| 18화 | 2020년 5월 9일  | 《비일상 카니발》 (非日常狂欢)                                      | 콘셉트 배틀 평가 곡    | 현장 순위 제13위 오리지널 곡        |
| 21화 | 2020년 5월 23일 | 《I'm Not Yours》 / 차이이린(蔡依林), 아무로 나미메구미(安室奈美惠) | 멘토 합동 곡           | 센터                                |
| 23화 | 2020년 5월 30일 | 《사냥》 (猎)                                                       | 최종 무대              | 최종 11위                           |